# Huta Dolna
Huta Dolna is een plaats in het Poolse district Gdański, woiwodschap Pommeren. De plaats maakt deel uit van de gemeente Przywidz en telt 83 inwoners.